# Data
Data – umowne oznaczenie dnia, miesiąca i roku, służy do zapisu kolejnych dni (dób) w kalendarzu, a przez to m.in. do oznaczania ważnych wydarzeń historycznych.
W języku polskim poszczególne składniki daty podaje się w kolejności od najmniej do najbardziej znaczącego (od najwyższego do najniższego rzędu), tj. najpierw dzień miesiąca, następnie miesiąc i jako ostatni – rok. Rok lub miesiąc i rok można pominąć, jeśli wynikają z kontekstu lub nie są istotne. Dni (w miesiącu) i lata numeruje się liczbami; miesiące można również numerować (w piśmie) lub posługiwać się ich nazwami (w mowie i piśmie). Nazwa miesiąca w dacie występuje zawsze w dopełniaczu (np. 29 maja, nie: 29 maj), podobnie jak liczebnik numerujący rok. W zapisie słownym roku człony określające tysiące i setki nie odmieniają się (np. w dwa tysiące drugim, nie: w dwutysięcznym drugim, ale: w dwutysięcznym, jeśli chodzi o rok 2000). Po numerze roku następuje zwykle słowo roku; w piśmie, jeśli rok zapisany jest cyframi, można zastosować skrót r. lub w ogóle je pominąć. Do zapisu cyfrowego liczebników porządkowych oznaczających dzień i rok używa się wyłącznie cyfr arabskich; miesiące można numerować cyframi arabskimi lub rzymskimi. Numer miesiąca niższy niż 10, wyrażony cyframi arabskimi należy zapisać jako dwucyfrowy (z zerem na początku); można w ten sposób zapisać również numer dnia. Nie stawia się kropek ani żadnych innych znaków przestankowych, z wyjątkiem przypadku gdy wszystkie składniki daty wyrażone są za pomocą cyfr arabskich – wówczas rozdziela się je kropką bez spacji. Zapis mieszany cyfrowo-literowy z końcówką fleksyjną doklejoną do cyfr (np. 29-ty maja) jest niepoprawny ortograficznie. Nie zaleca się skracania oznaczenia roku do dwóch cyfr (dziesiątek i jedności). Należy unikać łamania wierszy na datach.
Akceptowany jest zapis daty w formie skróconej, cyframi: miesiąc.rok (np. 07.2009). Ten sposób zapisu znalazł powszechne zastosowanie w różnego rodzaju pismach obiegowych, czy dokumentacji (np. w dokumentacji geodezyjnej).
Przykładowe sposoby zapisu daty:
- dwudziesty dziewiąty maja dwa tysiące trzeciego roku (nie: dwutysięcznego trzeciego)
- 29 maja 2003 r.
- 29 V 2003 r.
- 29.05.2003 r.
- 29.05.2003
- 05.2003

W różnych językach i krajach przyjęte są odmienne sposoby zapisu dat. Amerykanie na przykład wymieniają miesiąc na początku, przed numerem dnia. Inna jest u nich również interpunkcja w datach. Dla potrzeb międzynarodowej komunikacji urzędowej opracowano standard zapisu dat ISO 8601. Obowiązuje w nim kolejność składników od najbardziej do najmniej znaczącego (rok, miesiąc, dzień), ze wszystkimi składnikami wyrażonymi cyframi arabskimi (dzień i miesiąc dwucyfrowe), rozdzielonymi dywizem:
- 2003-05-29

Zaletą takiego zapisu jest to, że posortowanie leksykograficzne jest tożsame z posortowaniem chronologicznym.